# 马元安
马元安（1945年4月9日—），中国足球教练，曾任中国国家女子足球队主教练。